# Конечный, Ярослав
Ярослав Конечный (чеш. Jaroslav Konečný, 14 января 1945, Менин — 1 августа 2017, Уезд-у-Брна) — чехословацкий гандболист, линейный и полусредний. Серебряный призёр летних Олимпийских игр 1972 года, чемпион мира 1967 года.

## Биография
Ярослав Конечный родился 14 января 1945 года в городе Менин в немецком протекторате Богемия и Моравия (сейчас в Чехии).
Начал заниматься гандболом по примеру старших братьев. Играл за «Сокол» из Менина, затем за «Сокол» из Тельнице, «Баник» из Карвины, КПС из Брно. Во время армейской службы выступал за «Дуклу» из Праги. Завершил карьеру в 44 года в «Уезде-у-Брна». Четыре раза становился чемпионом Чехословакии — по два раза в составе «Дуклы» и «Баника». Носил прозвище «Экскаватор».
В 1967 году в составе сборной Чехословакии завоевал золотую медаль чемпионата мира в Швеции.
В 1971 году был признан лучшим гандболистом Чехословакии.
В 1972 году вошёл в состав сборной Чехословакии по гандболу на летних Олимпийских играх в Мюнхене и завоевал серебряную медаль. Играл в поле, провёл 6 матчей, забросил 22 мяча (семь в ворота сборной ГДР, шесть — Исландии, четыре — СССР, три — Швеции, два — Тунису).
В течение карьеры провёл за сборную Чехословакии 125 матчей. В 1971—1975 годах был капитаном команды.
После окончания карьеры 20 лет работал в водопроводном хозяйстве.
В 2007 году из-за заболевания сосудов Конечному ампутировали левую ногу.
Умер 1 августа 2017 года в чешском городе Уезд-у-Брна.

## Семья
Был женат, супруга умерла в 2010 году. Вырастили двух дочерей.

## Память
В 2008 году введён в Зал славы мэрии Брно.